# Eburia tetrastalacta
Eburia tetrastalacta är en skalbaggsart som beskrevs av White 1853. Eburia tetrastalacta ingår i släktet Eburia och familjen långhorningar.
Artens utbredningsområde är Bahamas. Inga underarter finns listade i Catalogue of Life.